# Monterado
Monterado là một đô thị ở tỉnh Ancona trong vùng Marche, nằm cách 35 km về phía tây của Ancona. Tại thời điểm ngày 31 tháng 12 năm 2004, đô thị này có dân số 1.803 và diện tích là 10,3 km².
Đô thị Monterado có các frazione (subdivision) Ponterio.
Monterado giáp các đô thị sau: Castel Colonna, Corinaldo, Mondolfo, Monte Porzio, và San Costanzo.